# Şehzade Mustafa

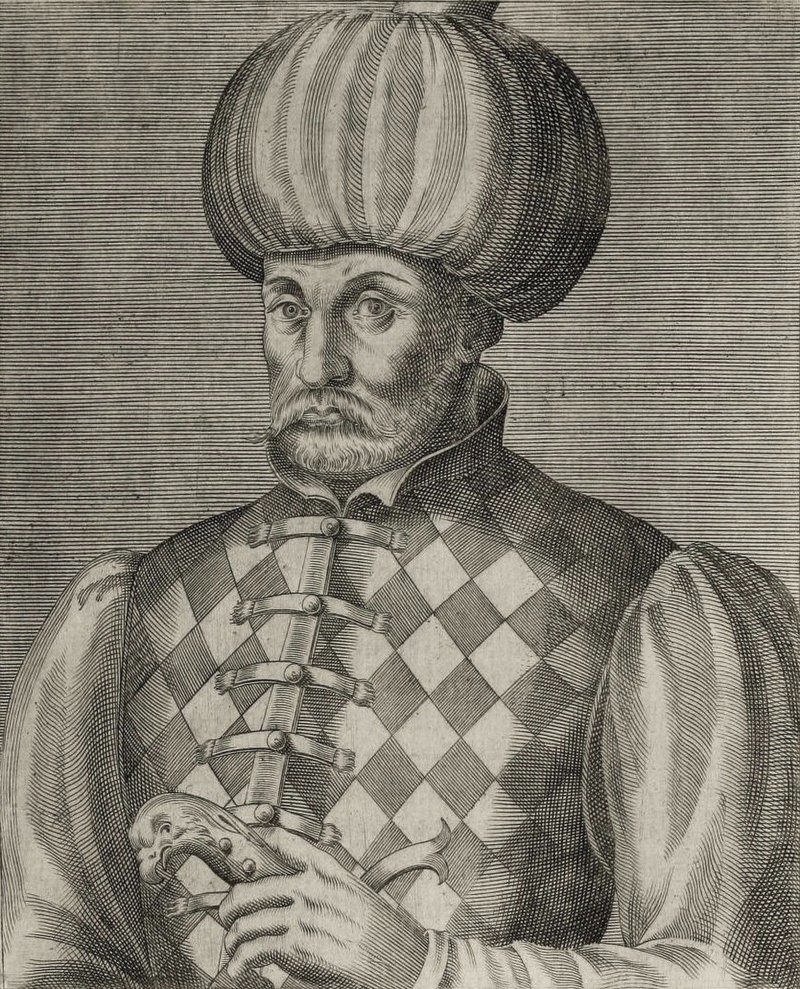
Posthume Darstellung von Mustafa (1584)

Şehzade Mustafa (osmanisch شهزاده مصطفى; 1516/17 in Manisa; † 6. Oktober 1553 bei Ereğli) war ein osmanischer Prinz und Sohn von Sultan Süleyman I. Er war von 1532 bis 1542 Prinzgouverneur von Manisa, von 1542 bis 1549 von Amasya und von 1549 bis 1553 von Konya. Şehzade Mustafa galt aufgrund seiner Beliebtheit bei der Armee und der Bevölkerung bis zur Hinrichtung durch den Vater als Anwärter auf den osmanischen Thron.

## Leben
Şehzade Mustafa wurde 1516/17 in Manisa als Sohn von Sultan Süleyman I. und seine konkubine Mahidevran Hatun geboren. Als Süleyman 1520 den Sultansthron bestieg, ging Mustafa mit den Eltern nach Istanbul. Obwohl Mustafa Süleymans ältester Sohn war und damit auch potenzieller Thronanwärter, war sein Vater mehr an dem jüngeren Halbbruder Şehzade Mehmed interessiert, dem ältesten Sohn von Hürrem Sultan, Süleymans Lieblings- und einzige Konkubine während seiner Herrschaft, die er später legal heiratete. Mustafa hatte mit Mehmed (* 1521), Selim (1524–1574), Bayezid (* 1525) und Cihangir (* 1531) vier albbrüder.
Mustafa wurde zuerst Prinzgouverneur von Manisa, dann 1541 aber nach Amasya versetzt; Gouverneur von Manisa wurde Mehmed, während Şehzade Selim nach Konya und Şehzade Bayezid nach Kütahya entsandt wurden. In Amasya erfuhr Mustafa durch ein Edikt von Süleyman, dass der Sultan ihn nach Amasya geschickt hatte, um Ostanatolien zu verteidigen und zu lernen, wie man ein großes Reich verwaltet. In Amasya erfuhr Mustafa auch vom Tode Mehmeds am 6. November 1543. Damit schienen alle Hürden auf dem Weg zum Thron für Mustafa aus dem Weg geräumt, doch es war Selim, der im Jahr 1544 den begehrten Posten in Manisa erhielt, dessen Prinzgouverneur meist zum Thronnachfolger gewählt wurde. Mustafa blieb acht Jahre in Amasya und wurde in dieser Zeit bei Armee und Bevölkerung sehr beliebt.
Im Jahr 1547, während Süleymans Feldzug im Osmanisch-Safawidischen Krieg (1532–1555), traf der Sultan seine Söhne Selim, Bayezid und Mustafa an unterschiedlichen Orten, um mit ihnen politische Probleme zu erörtern. Der Wettstreit der drei Prinzen um den Thron war zu diesem Zeitpunkt voll entbrannt, nicht zuletzt durch die Intrigen von Hürrem Sultan. Zwei Jahre später wurde Mustafa für seine Verdienste im Osmanisch-Safawidischen Krieg Sandschakbey von Konya. Gerüchte und Spekulationen machten die Runde, Mustafas Leben sei inzwischen in Gefahr, da Hürrem Sultan gemeinsam mit Großwesir und Schwiegersohn Rüstem Pascha ein Bündnis eingegangen sei, um Hürrems Söhne Selim oder Bayezid auf den Thron zu installieren.

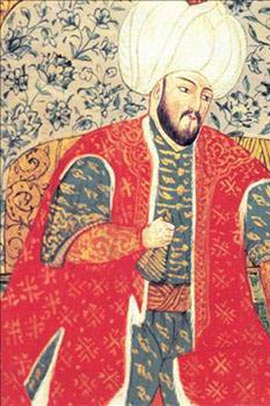
Osmanische Miniaturmalerei mit dem Bildnis von Şehzade Mustafa

Während Süleymans Persien-Feldzug machte seine Armee bei Ereğli bei Konya Rast. Rüstem Pascha machte Mustafa daraufhin ein Angebot, sich der Armee seines Vaters anzuschließen. Gleichzeitig warnte er Süleyman und überzeugte ihn, dass Mustafa kommen würde, um ihn zu töten. Mustafa nahm das Angebot von Rüstem Pascha an und versammelte seine Armee, um sich seinem Vater anzuschließen. Süleyman sah dies als Bedrohung an und befahl die Hinrichtung seines Sohnes. Als Mustafa das Zelt seines Vaters betrat, um sich mit ihm zu treffen, griffen Süleymans Wachen Mustafa an, der nach einem langen Kampf von Mahmut Ağa, Rüstem Paschas rechter Hand, getötet wurde.
Nach dem Tod des Prinzen rebellierten die Janitscharen und anatolischen Soldaten von Mustafa gegen Süleymans Entscheidung. Die Janitscharen unterstützten Mustafa aufgrund der osmanischen Traditionen über die Nachfolge und des Erfolgs von Mustafa als Krieger. Das Volk machte Süleymans Frau Hürrem und seinen Schwiegersohn Rüstem und sogar den Sultan selbst für diese Hinrichtung verantwortlich. Nach den Protesten der Armee entließ Süleyman Rüstem von seiner Position als Großwesir und schickte ihn zurück nach Istanbul. Auf Betreiben von Hürrem wurde er allerdings zwei Jahre später wieder in sein Amt als Großwesir eingesetzt.
Süleyman ordnete ein Staatsbegräbnis für Mustafa in Istanbul an. Nach einer Woche der Aufbahrung in der Hagia Sophia wurde Mustafa in einer großen Türbe in Bursa beigesetzt. Mustafas Hinrichtung verursachte Unruhen in Anatolien, insbesondere in Amasya, Manisa und Konya, weil die Menschen ihn als nächsten Sultan betrachtet hatten. Der osmanische Poet Taşlıcalı Yahya (1498–1582) schrieb eine Elegie für den toten Prinzen.

## Familie
Der Name seiner einzigen Gemahlin ist unbekannt, man weiß nur, dass sie 1525 auf der Krim geboren wurde. Şehzade Mustafa hatte vier Kinder, deren Mutter oder Mütter nicht bekannt sind:
- Nergisşah Sultan (* 1536), heiratete Dâmâd Cenâbî Ahmed Pascha, Gouverneur von Kütahya
- Şehzade Mehmed (1546 in Amasya;† 1553 in Bursa), starb kurz nach seinem Vater und wurde neben ihm bestattet
- Şehzade Orhan († um 1552 in Konya)
- Şah Sultan (* 1547 in Konya; † 2. Oktober 1577), heiratete Damat Abdülkerim Pascha, Gouverneur von Amasya[6]